# Поліщук Юрій Васильович
Ю́рій Васи́льович Поліщу́к (3 серпня 1982, с. Токарів, Новоград-Волинський район, Житомирська область, Українська РСР — 25 травня 2014, м. Запоріжжя, Україна) — український військовослужбовець, розвідник, прапорщик Збройних сил України, учасник російсько-української війни.

## Короткий життєпис
По закінченні Токарівської загальноосвітньої школи 13 років служив за контрактом у Збройних силах, протягом півроку у 2007 брав участь у миротворчій операції в Косово, служив у глибинній розвідці. Проживав у селі Токарів, був капітаном токарівської футбольної команди «Граніт».
Гвардії прапорщик, головний сержант — командир відділення роти глибинної розвідки 54-го окремого розвідувального батальйону, в/ч А2076, м. Новоград-Волинський.
В середині травня 2014 року під час навчань у Запорізькій області зазнав важкої черепно-мозкової травми. За версією слідства, старший екіпажу прапорщик Поліщук впав з БТРа. Був доправлений до лікарні у Токмак, а звідти — в Запоріжжя. Діагноз: відкрита черепно-мозкова травма, зламані череп і лікоть, забій головного мозку. Перебував на лікуванні у відділенні нейрохірургії Запорізької обласної клінічної лікарні, переніс операцію, після одинадцяти днів боротьби за життя 25 травня 2014 року помер в реанімації, не виходячи з коми.
28 травня Юрія поховали на кладовищі рідного села Токарів. Залишилися батьки, сестра, дружина Тетяна та син Євген.

## Нагороди
За особисту мужність і високий професіоналізм, виявлені у захисті державного суверенітету та територіальної цілісності України, вірність військовій присязі, відзначений — нагороджений орденом «За мужність» III ступеня (04.06.2015, посмертно).

## Вшанування пам'яті
28 травня 2015 року на будівлі Токарівської ЗОШ відкрито меморіальні дошки двом загиблим випускникам — Юрію Поліщуку та Володимиру Степанюку.
Пам'яті загиблих мешканців с. Токарів Юрія Поліщука та Володимира Степанюка присвячено районний турнір з міні-футболу, що проходив у с. Токарів 2015 і 2016 року.